# Treća liga Srbije i Crne Gore 2005-2006
La Treća liga Srbije i Crne Gore 2004-2005 è stata la 14ª ed ultima edizione della terza divisione di calcio per squadre della Unione statale di Serbia e Montenegro (questo il nome della RF Jugoslavia dal 4 febbraio 2003).

## Serbia

### Vojvodina
| Pos. | Squadra            | Pt                                                                       | G                                                                        | V                                                                        | N                                                                        | P                                                                        | GF                                                                       | GS                                                                       | DR                                                                       |
| ---- | ------------------ | ------------------------------------------------------------------------ | ------------------------------------------------------------------------ | ------------------------------------------------------------------------ | ------------------------------------------------------------------------ | ------------------------------------------------------------------------ | ------------------------------------------------------------------------ | ------------------------------------------------------------------------ | ------------------------------------------------------------------------ |
| 1    | Inđija             | 69                                                                       | 32                                                                       | 21                                                                       | 6                                                                        | 5                                                                        | 53                                                                       | 23                                                                       | +30                                                                      |
| 2    | Bečej              | 68                                                                       | 32                                                                       | 22                                                                       | 2                                                                        | 8                                                                        | 70                                                                       | 38                                                                       | +32                                                                      |
| 3    | Bačka B. Palanka   | 53                                                                       | 32                                                                       | 15                                                                       | 8                                                                        | 9                                                                        | 39                                                                       | 35                                                                       | +4                                                                       |
| 4    | Big Bul Bačinci    | 52                                                                       | 32                                                                       | 16                                                                       | 4                                                                        | 12                                                                       | 45                                                                       | 34                                                                       | +11                                                                      |
| 5    | Cement Beočin      | 49                                                                       | 32                                                                       | 14                                                                       | 7                                                                        | 11                                                                       | 45                                                                       | 43                                                                       | +2                                                                       |
| 6    | Radnički Sombor    | 47                                                                       | 32                                                                       | 13                                                                       | 8                                                                        | 11                                                                       | 54                                                                       | 42                                                                       | +12                                                                      |
| 7    | Tavankut           | 46                                                                       | 32                                                                       | 13                                                                       | 7                                                                        | 12                                                                       | 48                                                                       | 38                                                                       | +10                                                                      |
| 8    | Sloga Temerin      | 46                                                                       | 32                                                                       | 13                                                                       | 7                                                                        | 12                                                                       | 45                                                                       | 45                                                                       | 0                                                                        |
| 9    | Crvenka            | 45                                                                       | 32                                                                       | 14                                                                       | 3                                                                        | 15                                                                       | 46                                                                       | 52                                                                       | -6                                                                       |
| 10   | Radnički N. Pazova | 45                                                                       | 32                                                                       | 12                                                                       | 9                                                                        | 11                                                                       | 43                                                                       | 36                                                                       | +7                                                                       |
| 11   | Šajkaš Kovilj      | 44                                                                       | 32                                                                       | 11                                                                       | 11                                                                       | 10                                                                       | 49                                                                       | 33                                                                       | +16                                                                      |
| 12   | Radnik Stari Tamiš | 43                                                                       | 32                                                                       | 13                                                                       | 4                                                                        | 15                                                                       | 49                                                                       | 47                                                                       | +2                                                                       |
| 13   | Tekstilac Odžaci   | 41                                                                       | 32                                                                       | 12                                                                       | 5                                                                        | 15                                                                       | 35                                                                       | 52                                                                       | -17                                                                      |
| 14   | ELAN Srbobran      | 39                                                                       | 32                                                                       | 12                                                                       | 3                                                                        | 17                                                                       | 37                                                                       | 48                                                                       | -11                                                                      |
| 15   | OFK Kikinda        | 39                                                                       | 32                                                                       | 10                                                                       | 9                                                                        | 13                                                                       | 36                                                                       | 45                                                                       | -9                                                                       |
| 16   | Vrbas              | 37                                                                       | 32                                                                       | 11                                                                       | 4                                                                        | 17                                                                       | 34                                                                       | 38                                                                       | -4                                                                       |
| 17   | Bačka Subotica     | 3                                                                        | 32                                                                       | 0                                                                        | 3                                                                        | 29                                                                       | 21                                                                       | 100                                                                      | -79                                                                      |
| 18   | Proleter Zrenjanin | Sciolto durante la pausa invernale, tutti i risultati vengono cancellati | Sciolto durante la pausa invernale, tutti i risultati vengono cancellati | Sciolto durante la pausa invernale, tutti i risultati vengono cancellati | Sciolto durante la pausa invernale, tutti i risultati vengono cancellati | Sciolto durante la pausa invernale, tutti i risultati vengono cancellati | Sciolto durante la pausa invernale, tutti i risultati vengono cancellati | Sciolto durante la pausa invernale, tutti i risultati vengono cancellati | Sciolto durante la pausa invernale, tutti i risultati vengono cancellati |

Legenda:

      Promossa in Prva Liga Srbija 2006-2007

      Retrocessa nelle Zonske lige
Note:

Tre punti a vittoria, uno a pareggio, zero a sconfitta.

### Belgrado
| Pos. | Squadra                  | Pt      | G  | V  | N  | P  | GF | GS | DR  |
| ---- | ------------------------ | ------- | -- | -- | -- | -- | -- | -- | --- |
| 1    | BSK Borča                | 94      | 38 | 29 | 7  | 2  | 86 | 18 | +68 |
| 2    | FK Belgrado              | 75      | 38 | 24 | 3  | 11 | 70 | 46 | +24 |
| 3    | Sopot                    | 63      | 38 | 18 | 9  | 11 | 65 | 44 | +21 |
| 4    | Teleoptik                | 62 (-1) | 38 | 18 | 9  | 11 | 71 | 37 | +34 |
| 5    | Kolubara                 | 60      | 38 | 17 | 9  | 12 | 53 | 54 | -1  |
| 6    | PKB Pedinska Skela       | 54      | 38 | 14 | 12 | 12 | 42 | 33 | +9  |
| 7    | Srem                     | 53      | 38 | 14 | 11 | 13 | 45 | 42 | +3  |
| 8    | Železničar Bara Venecija | 52      | 38 | 13 | 13 | 12 | 52 | 49 | +3  |
| 9    | Balkan Mirijevo          | 50      | 38 | 14 | 8  | 16 | 44 | 50 | -6  |
| 10   | Sinđelić Belgrado        | 49      | 38 | 13 | 10 | 15 | 41 | 41 | 0   |
| 11   | Posavac Boljevci         | 49      | 38 | 13 | 10 | 15 | 55 | 70 | -15 |
| 12   | Hajduk Belgrado          | 48      | 38 | 14 | 6  | 18 | 41 | 49 | -8  |
| 13   | Dorćol                   | 47      | 38 | 13 | 8  | 17 | 43 | 50 | -7  |
| 14   | BPI Pekar                | 46      | 38 | 12 | 10 | 16 | 47 | 48 | -1  |
| 15   | Budućnost Dobanovci      | 46      | 38 | 13 | 7  | 18 | 43 | 59 | -16 |
| 16   | Radnički Belgrado        | 46      | 38 | 13 | 7  | 18 | 43 | 59 | -16 |
| 17   | Radnički Obrenovac       | 46      | 38 | 14 | 4  | 20 | 45 | 56 | -11 |
| 18   | Žarkovo                  | 45      | 38 | 11 | 12 | 15 | 30 | 48 | -18 |
| 19   | Grafičar Belgrado        | 35      | 38 | 8  | 11 | 19 | 40 | 70 | -30 |
| 20   | Jedinstvo Surčin         | 33      | 38 | 9  | 6  | 23 | 38 | 79 | -41 |

Legenda:

      Promossa in Prva Liga Srbija 2006-2007

      Retrocessa nelle Zonske lige
Note:

Tre punti a vittoria, uno a pareggio, zero a sconfitta.

### Ovest
| Pos. | Squadra                  | Pt      | G  | V  | N  | P  | GF | GS | DR  |
| ---- | ------------------------ | ------- | -- | -- | -- | -- | -- | -- | --- |
| 1    | Mladost Lučani           | 86      | 34 | 27 | 5  | 2  | 86 | 14 | +72 |
| 2    | Metalac Gornji Milanovac | 77      | 34 | 23 | 8  | 3  | 47 | 10 | +37 |
| 3    | Mladi Radnik             | 60      | 34 | 15 | 15 | 4  | 54 | 26 | +28 |
| 4    | Inon Požarevac           | 57      | 34 | 16 | 9  | 9  | 42 | 30 | +12 |
| 5    | Sloboda Užice            | 52      | 34 | 15 | 7  | 12 | 36 | 42 | -6  |
| 6    | Metalac Kraljevo         | 47      | 34 | 13 | 8  | 13 | 52 | 45 | +7  |
| 7    | Milan Valjevo            | 46      | 34 | 11 | 13 | 10 | 51 | 42 | +9  |
| 8    | Rudar Kostolac           | 44      | 34 | 12 | 8  | 14 | 49 | 52 | -3  |
| 9    | Budućnost Valjevo        | 44      | 34 | 11 | 11 | 12 | 39 | 37 | +4  |
| 10   | Sloga Kraljevo           | 44      | 34 | 12 | 8  | 14 | 38 | 39 | -1  |
| 11   | Loznica                  | 43 (-1) | 34 | 12 | 8  | 14 | 35 | 45 | -10 |
| 12   | Takovo Gornji Milanovac  | 42      | 34 | 9  | 15 | 10 | 34 | 36 | -2  |
| 13   | Sloga Požega             | 40      | 34 | 11 | 7  | 16 | 43 | 41 | +2  |
| 14   | Železničar Smederevo     | 39      | 34 | 11 | 6  | 17 | 43 | 62 | -19 |
| 15   | Jedinstvo Putevi         | 37      | 34 | 10 | 7  | 17 | 41 | 48 | -7  |
| 16   | Šumadija 1903            | 35      | 34 | 9  | 8  | 17 | 38 | 51 | -13 |
| 17   | Vojvoda Milenko Kličevac | 22      | 34 | 5  | 7  | 22 | 24 | 94 | -70 |
| 18   | Remont Čačak             | 17 (-6) | 34 | 5  | 8  | 21 | 31 | 69 | -38 |

Legenda:

      Promossa in Prva Liga Srbija 2006-2007

      Retrocessa nelle Zonske lige
Note:

Tre punti a vittoria, uno a pareggio, zero a sconfitta.

### Est
| Pos. | Squadra                 | Pt | G  | V  | N  | P  | GF | GS  | DR  |
| ---- | ----------------------- | -- | -- | -- | -- | -- | -- | --- | --- |
| 1    | Dinamo Vranje           | 82 | 34 | 25 | 7  | 2  | 68 | 26  | +42 |
| 2    | Sinđelić Niš            | 70 | 34 | 20 | 10 | 4  | 68 | 26  | +42 |
| 3    | Železničar Niš          | 68 | 34 | 20 | 8  | 6  | 64 | 33  | +31 |
| 4    | Sloga Leskovac          | 63 | 34 | 18 | 9  | 7  | 57 | 31  | +26 |
| 5    | Jedinstvo Donja Mutnica | 56 | 34 | 17 | 5  | 12 | 70 | 51  | +19 |
| 6    | Dubočica Leskovac       | 55 | 34 | 16 | 7  | 11 | 65 | 40  | +25 |
| 7    | Rudar Alpos             | 51 | 34 | 16 | 3  | 15 | 61 | 56  | +5  |
| 8    | Timok                   | 51 | 34 | 15 | 6  | 13 | 49 | 38  | +11 |
| 9    | Jedinstvo Paraćin       | 49 | 34 | 15 | 4  | 15 | 42 | 46  | -4  |
| 10   | Đerdap Kladovo          | 48 | 34 | 14 | 6  | 14 | 62 | 46  | +16 |
| 11   | Kopaonik Brus           | 45 | 34 | 13 | 6  | 15 | 46 | 48  | -2  |
| 12   | Car Konstantin Niŝ      | 42 | 34 | 10 | 12 | 12 | 51 | 51  | 0   |
| 13   | Morava Vladičin Han     | 40 | 34 | 12 | 4  | 18 | 45 | 53  | -8  |
| 14   | Kosanica Kuršumlija     | 40 | 34 | 12 | 4  | 18 | 48 | 58  | -10 |
| 15   | Radnički Svilajnac      | 38 | 34 | 11 | 5  | 18 | 44 | 52  | -8  |
| 16   | Radan Lebane            | 29 | 34 | 8  | 5  | 21 | 36 | 79  | -43 |
| 17   | Pukovac                 | 24 | 34 | 7  | 3  | 24 | 39 | 107 | -68 |
| 18   | Morava Ribare           | 13 | 34 | 3  | 4  | 27 | 28 | 102 | -74 |

Legenda:

      Promossa in Prva Liga Srbija 2006-2007

      Retrocessa nelle Zonske lige
Note:

Tre punti a vittoria, uno a pareggio, zero a sconfitta.

## Montenegro
| Pos. | Squadra                  | Pt      | G  | V  | N  | P  | GF | GS | DR  |
| ---- | ------------------------ | ------- | -- | -- | -- | -- | -- | -- | --- |
| 1.   | Berane                   | 71      | 33 | 21 | 8  | 4  | 54 | 19 | +35 |
| 2.   | Mladost Podgorica        | 65      | 33 | 18 | 11 | 4  | 51 | 26 | +25 |
| 3.   | Ibar Rožaje              | 64      | 33 | 20 | 4  | 9  | 60 | 35 | +25 |
| 4.   | Crvena stijena Podgorica | 59      | 33 | 16 | 11 | 6  | 44 | 21 | +23 |
| 5.   | Bratstvo Cijevna         | 51      | 33 | 15 | 6  | 12 | 43 | 41 | +2  |
| 6.   | Čelik Nikšić             | 46      | 33 | 14 | 4  | 15 | 42 | 37 | +5  |
| 7.   | Gusinje                  | 43      | 33 | 12 | 7  | 14 | 30 | 45 | −15 |
| 8.   | Lovćen Cetinje           | 40 (−1) | 33 | 12 | 5  | 16 | 37 | 41 | −4  |
| 9.   | Arsenal Tivat            | 38 (−1) | 33 | 10 | 9  | 14 | 35 | 43 | −8  |
| 10.  | Cetinje                  | 29 (−1) | 33 | 9  | 3  | 21 | 34 | 59 | −25 |
| 11.  | Brskovo Mojkovac         | 26      | 33 | 7  | 5  | 21 | 37 | 74 | −37 |
| 12.  | Iskra Danilovgrad        | 19      | 33 | 4  | 7  | 22 | 19 | 45 | −26 |

Legenda:

      Promossa in Prva crnogorska liga 2006-2007

      Allo spareggio-promozione con la penultima classificata della Prva crnogorska liga 2005-2006

      Retrocessa nel campionato regionale
Note:

Tre punti a vittoria, uno a pareggio, zero a sconfitta.

### Spareggio montenegrino
Vi partecipano lo Zora (penultimo in 1. Crnogorska liga) ed il Mladost Podgorica (2º in 2. Crnogorska liga).
| Squadra 1         | Totale | Squadra 2 | Andata     | Ritorno    |
| ----------------- | ------ | --------- | ---------- | ---------- |
|                   |        |           | 31.05.2006 | 04.06.2008 |
| Mladost Podgorica | 4−2    | Zora      | 4−0        | 0−2        |

Mladost promosso, Zora retrocede.